# Alberto Carrera Blecua
Alberto Carrera Blecua (Huesca, España, 15 de septiembre de 1952-Las Casas de Alcanar (Tarragona, España, 10 de marzo de 2017) comenzó como profesor de arte antes de dedicarse plenamente a la vida de pintor.  Viajó intensamente, trabajando en los Estados Unidos, Túnez, Francia, Países Bajos,Senegal, República Dominicana e Italia, y apoyando las exposiciones de su arte en muchos países, pero siempre volviendo a su nativo Huesca, antes de instalarse en Tarragona para los últimos años de su vida.  Es considerado una figura fundamental y referente del arte aragonés del siglo XX y XXI. 

## Biografía personal
Alberto Carrera Blecua nació el 15 de septiembre de 1952 en Huesca, hijo de Eliseo Carrera Julián y Carmela Blecua Allué.  Su madre era prima de José Manuel Blecua Teijeiro, padre de José Manuel Blecua Perdices, filólogo y director de la Real Academia Española de 2010 a 2014, y de su hermano, también filólogo Albert Blecua con quienes tuvo una relación cercana. Fue el segundo hijo de cuatro hermanos (Eliseo, Alberto, Fernando y Begoña). 
Empieza sus estudios artísticos en la Escuela Massana de Barcelona en el 1971. Sigue en la Escola Internacional de Pintura Mural de San Cugat del Vallés en 1972 para acabar en la Escuela Superior de Bellas Artes (la actual Facultad de Bellas Artes de la Universidad de Barcelona).
Al acabar sus estudios, empezó a trabajar como profesor en la Escuela de Arte de Huesca antes de dedicarse de lleno a la pintura en 1978.
Alberto Carrera Blecua se casó con María Isabel Carnicer Cortés, con quien tuvo dos hijos, Berta y Javier, y dos nietos.
Falleció el 10 de marzo de 2017 en el término municipal de Las Casas de Alcanar, en Tarragona, en donde tenía su estudio después del 2000, a los 64 años, en un accidente de tráfico.  El funeral se celebró en la iglesia de San Pedro el Viejo, en la capital oscense.

## Biografía artística
Expone por primera vez en 1978 en la Galería S’Art de Huesca, galería creada por Ángel Sanagustín especialmente para promocionar el arte oscense, donde también se produjo Antonio Saura.  A Huesca, volvió repetidamente.  La exposición “El Viaje” de 1988 la instaló en la antigua estación de autobuses La Oscense y en diversos puntos de la ciudad, y para inaugurar la Sala de Exposiciones de la Diputación Provincial de Huesca.  Veinte años más tarde celebró el aniversario de la Sala con otra exposición. 
En 2005, para enseñar los frutos de su viaje a Túnez, también creó una exposición en su ciudad natal.
El 2007, diseñó la etiqueta para los vinos de Enate de Viñedos y Crianzas.  Volvió a Enate en homenaje después de su muerte para el Vino Amigo de 2017, con ATADES, ahora Valentia, organización oscense que apoya las personas con discapacidad intelectual y a sus familias, con quién trabajó repetidamente. Después de su muerte, la escuela de arte de Huesca le hizo un homenaje, “Pintar sin Miedo”, que quedará como su epitafio.
En el extranjero, tuvo éxito como expositor.  En el Parlamento Europeo, tuvo un gran éxito en 1991. Antonio Saura escribió la glosa del catálogo, diciendo del joven oscense “Dibuja pintando para expresar un trasfondo existencial.”  En Países Bajos, tuvo una larga historia con Pepa Santolaria y la galería Art Singel 100 de Ámsterdam.

## Exposiciones individuales (selección)
- 1987 Museo de Huesca
- 1991 Parlamento Europeo, Estrasburgo (Francia)
- 2000 Art Singel 100 de Ámsterdam
- 2002 Sala de Exposiciones Multicaja, Huesca, “Les fleurs du mal”
- 2005 Centro Cultural Ibercaja, Huesca, cerámica
- 2007 Museo de Huesca
- 2016, una reinterpretación de 57 pinturas negras de Goya, “El tiempo también pinta” en el Museo Goya Colección Ibercaja, Zaragoza (España)
- 2017, póstumo, en Saint-Martin-de-Fugères, Francia
- 2017 póstumo, Art Singel 100 de Ámsterdam
- 2018 póstumo, en la Escuela de Arte de Huesca, “Miradas a un Cuadro”

## Escritos
- “La Mirada del Otro”, Soly Cissé y Alberto Carrera Blecua (bilinguë español-francés, le regard de l’autre)
- “Vegetales Frescos”, Javier Tresaco Navarro y Alberto Carrera Blecua

## Premios (selección)
- 1973 Tercer Premio del IV Concurso de Pintura Joven de Cataluña
- 1974 Segundo Premio del V Concurso de Pintura Joven de la Sala Parés de Barcelona